# قوات النخبة السورية

قوات النخبة السورية تشكيل عسكري مقاتل أسسه أحمد الجربا رئيس تيار الغد والرئيس السابق للائتلاف السوري المعارض. وتعد هذه القوات الذراع العسكري للتيار.
أعلنت القوات عن تشكيلها علانية بتاريخ 18 نيسان 2016 في تسجيل مصور عبر اليوتيوب بعد أن حققت أولى انتصاراتها من خلال سيطرتها على قرى بادية أبو خشب ومالحة الذرو ورجعان وأم مدفع في ريفي محافظة الحسكة ومحافظة دير الزور، وأشارت في التسجيل إلى أنها الجناح العسكري لتيار الغد السوري.
وتتكون قوات النخبة السورية من ثلاثة آلاف مقاتل تحت قيادة الشيخ أحمد الجربا، وتتألف من أبناء القبائل العربية المؤثرة في الشمال الشرقي وشرق سوريا، وتقاتل إلى جانب قوات سوريا الديمقراطية المدعومة من الولايات المتحدة الأمريكية وتلعب دورا حيوياً في حفظ التوازن الاستراتيجي في المنطقة.
تتلقى قوات النخبة السورية تدريباتها من التحالف الدولي بقيادة الولايات المتحدة، بعد أن أبرم قائدها -أحمد الجربا- اتفاقًا مع التحالف الدولي في كانون الأول 2017، بهدف إشراك «قوات النخبة السورية» في معركة الرقة، وهذا ما كان.
ويؤكد مؤسس القوات وقائدها الشيخ أحمد الجربا أن العسكرة ليست هدفا بحد ذاته وإنما هي ضرورة فرضتها ظروف الحرب.
نجحت قوات النخبة السورية بتحرير العديد من المناطق والقرى خلال المعارك مثل معركة الرقم عام 2017 من تنظيم داعش وحققت العديد من الانتصارات كان أهمها عبورها باب بغداد في المدينة والذي لاقى اهتماماً إعلامياً كبيراً في وسائل الإعلام العربية والعالمية.
وتعتبر قوات النخبة نفسها الضامن العربي الوحيد للمنطقة بعد أن يتم تحريرها بشكل كامل من تنظيم داعش الإرهابي والجيش السوري التابع لنظام الأسد.